# محمد حسن‌زاده
محمد حسن‌زاده صابری اخلاقی (زاده ۶ اکتبر ۱۹۹۰ در شیراز) یک بازیکن حرفه‌ای بسکتبال اهل ایران می‌باشد وی در سوپر لیگ ایران در پست فوروارد بازی می‌کند او در جام جهانی ۲۰۱۰ جوانترین بازیکن ایران بود.او هم‌اکنون عضو باشگاه بسکتبال پتروشیمی بندر امام خمینی است.